# قره هولگو
قره هولگو (انگلیسی: Qara Hülegü؛ نامشخص – ۱۲۵۲)  خان از خانات جغتای (۱۲۴۲–۱۲۴۶، ۱۲۵۲) بود.
او پسر موتوخان (کشته شده در محاصره بامیان در سال ۱۲۲۱)، پسر مورد علاقه جغتای بود. او توسط جغتای خان و همچنین اوگتای خان به سمت خان معرفی شد.
برادران او:
1. بایجو
2. بوری خان (مرگ ۱۲۵۲) — فرمانده تهاجم مغول‌ها به اروپا
3. یسونتوآ

قره هولگو بعداً توسط پسرش مبارک شاه جانشین شد.